# Кедровий (Ханти-Мансійський район)
Кедро́вий (рос. Кедровый) — селище у складі Ханти-Мансійського району Ханти-Мансійського автономного округу Тюменської області, Росія. Адміністративний центр Кедровського сільського поселення.
Населення — 986 осіб (2010, 1053 у 2002).
Національний склад станом на 2002 рік: росіяни — 87 %.